# Пратап Сингх Гаеквад
Шримант Махараджа сэр Пратап Сингх Рао Гаеквад (29 июня 1908 — 19 июля 1968) — махараджа маратхского княжества Барода из династии Гаеквад (1939—1968). Он унаследовал трон после смерти своего деда Саяджирао Геквада III в 1939 году. В 1947 году Британская Индия была разделена на два независимых доминиона, и Пратап Сингх присоединил свое государство к доминиону Индия. К 1949 году княжество Барода была присоединена к Индии.
Пратап Сингх сохранил свой титул и некоторые привилегии, но в 1951 году он был свергнут правительством Индии за якобы безответственное поведение. Затем он уехал в Европу со своей второй женой, женщиной с печально известной репутацией, и поселился в Монако. Он умер в 1968 году, и ему наследовал его старший сын Фатехсинграо Гаеквад, который исполнял обязанности махараджи с 1951 года.
Пратап Сингх основал Университет имени Махараджи Саяджирао в Бароде в 1949 году, в соответствии с пожеланиями своего деда Саяджирао, и учредил «Фонд бриллиантового юбилея и мемориала сэра Саяджирао», который существует до сих пор, обеспечивая образовательные и другие потребности населения бывшего княжества Барода.

## Биография
Родился 29 июня 1908 года в Бароде. Его отцом был Фатехсингхрао Гаеквад (1883—1908), а матерью — Падмавати Бай Сахиба (+ 1919) . Его отец был очевидным наследником, но умер в возрасте 23 лет, прежде чем смог взойти на трон. Фатехсинграо разочаровал своих родителей. Отец Фатехсинграо, Саяджирао Гаеквад III (правил в 1875—1939), воздерживался от алкоголя, но Фатехсинграо был заядлым алкоголиком, что, возможно, способствовало его ранней смерти. Саяджирао также был разочарован посредственной успеваемостью своего сына, которую он объяснял тем, что у его детей было так много богатства и слишком мало целей.
Он был гедонистичным расточителем, который имел тенденцию разбазаривать деньги своего государства. Он унаследовал состояние, которое по самым скромным подсчетам оценивалось более чем в 300 миллионов долларов США (в долларах 1939 года), в том числе коллекцию ювелирных изделий оценочной стоимостью 15 миллионов долларов США . В 1948 году он отправился в шестинедельное турне по США, где его и его вторую жену принимали в салонах высшего общества. Сообщается, что они потратили 10 миллионов долларов США во время своего визита в Америку. Индийское правительство провело ревизию казначейства княжества Бароды после широко распространенных новостных сообщений. Аудиторы пришли к выводу, что Гаеквад взял несколько беспроцентных займов из казны Бароды, которые они сочли нецелесообразными. Он согласился выплачивать деньги ежегодными взносами из своего дохода в размере 8 миллионов долларов США.
Когда Британская Индия получила независимость от Великобритании в виде двух новых доминионов, оба стремились поглотить княжеские государства. Это был сложный вопрос, поскольку технически князья были независимыми правителями, а их государства были частными владениями. Вывод британских войск из Индии оставил вакуум, и британцы освободили принцев от их вспомогательных союзов. Однако большинство из них были слабы в военном отношении, и примерно через год давление со стороны новых стран Индии и Пакистана привело к тому, что большинство махараджей и других принцев присоединились к одному из двух. Пратап Сингх был так расстроен после подписания Акта о присоединении Бароды к Индии, что плакал в объятиях В. П. Менона.

## Семья
Пратапсингхрао был дважды женат. 4 января 1929 года в Бароде он женился на Шанта Деви (октябрь 1914 — 22 мая 2002), дочери сардара Мансинхро Суббарао Горпаде из Хасура в штате Колхапур. У пары было три сына и пять дочерей:
- Фатехсинграо Гаеквад II (2 апреля 1930 — 1 сентября 1988), сменивший махараджу Бароды. Он женился на единственной дочери махараджи Умайда Сингха из Джодхпура. У них не было детей, и поэтому его брат Ранджитсингх сменил его на посту махараджи Бароды.
- Мруналини Радж Гаеквад (25 июня 1931 — 1 января 2015). Была выдана замуж за махараджу Анандрао II Пуара из Дхара. Не сохранившийся выпуск.
- Премила Радж Гаеквад (род. 17 апреля 1933). Она была выдана замуж за Дарбар Сахиба (правящего принца) штата Джасдан в Катхиаваре, бывшем княжеском государстве Кати кшатриев. У нее есть одна дочь и один сын, нынешний Дурбар Сахиб из Джасдана, который женат на дочери брата Премилы Ранджитсина, махараджи Бароды (см. Ниже).
- Сарала Радж Гаеквад (род. 1935). После свадьбы ее переименовали в Саттвашила Радж Бхонсле, и она была выдана замуж за своего двоюродного брата, раджу Шиврама Саванта Бхонсле, правителя штата Савантвади, который является сыном сестры ее отца. У нее есть один сын, нынешний раджа Савантвади, и одна дочь.
- Васундхарадеви Радж Гаеквад (род. 4 октября 1936). Она была выдана замуж за раджу Сандура в штате Карнатака, раджу Мураррао Йешвантрао Горпаде, который одно время был министром в правительстве штата Карнатака. У нее трое сыновей и одна дочь, включая нынешнего раджу Сандура.
- Ранджитсинхрао Гаеквад (8 мая 1938 — 9 мая 2012), который сменил своего брата на посту махараджи Бароды. Женат на дочери семьи Джадхавов, которые являются дворянами штата Гвалиор, у него был один сын, Самарджицинх, который стал его преемником в качестве титульного махараджи Бароды, и две дочери. Старшая дочь замужем за своим двоюродным братом, правителем Джасдана в Катхиаваре (см. Выше), в то время как младшая дочь была замужем дважды. Ее первым мужем был Урааз Бахл, племянник светской львицы Пармешвар Годредж, а ее второй муж — исполнительный директор бенгальской корпорации, обосновавшийся в Новой Зеландии.
- Лалитадеви Радж Гаеквад (род. 3 декабря 1939). Была выдана замуж за доктора Амритрао Кирдатта из Дхамтари в Чхаттисгархе, дворянина маратхи. У нее пятеро детей, в порядке рождения Адитья Кирдатт, Кавита Мохите (дочь), Сарита Шреяс (дочь), Шайлеш Кирдатт и Чирайю Кирдатт.
- Санграмсинхрао Гаеквад (род. 6 августа 1941). Женился на Аше Раджьялакшми Деви (род. 1946), четвертой дочери Арджуна Шамшера Джанга Бахадура Рана из непальской семьи Рана. У него есть один сын и одна дочь:
  - Пратапсинхрао Санграмсинхрао Гаеквад (род. 26 августа 1971). Он женился на Праггьяшри, младшей дочери Пьяра Юнга Тапы, бывшего командующего Королевской Непальской армией и члена непальской семьи Рана; детей не было.
  - Приядаршини Радж (род. 8 марта 1975), нынешний Махарани Гвалиора, жена Джотирадитьи Шинде, махараджи Гвалиора. У нее были один сын и одна дочь.

В начале 1940-х годов Пратапсинхрао влюбился в очаровательную замужнюю женщину, Ситу Деви (12 мая 1917 — 15 февраля 1989), дочь Махараджи Рао Венката Кумара Махипати Сурья Рау Махараджа Питапурама, которая уже была замужем за раджой Вуйюра и матерью троих детей. Он женился на ней 31 декабря 1943 года в Бомбее после того, как она хитроумным способом добилась развода со своим мужем. Это было вопреки законам против двоеженства, которые ввел его дед, и Сита считалась неподходящей для возвышенной роли его супруги.
У пары был один сын, Шримант Махараджкумар Саяджирао Гаеквад (8 марта 1945 — 8 мая 1985), который умер неженатым.

## Титулы
- 1908—1919: Шримант Пратапсинхрао Гаеквад
- 1919—1939: Шримант Ювараджа Пратапсинхрао Гаеквад, Юварадж-сахиб Бароды
- 1939—1941: Его Высочество Фарзанд-и-Хас-и-Даулат-и-Инглишия, Шримант Махараджа Пратапсинхрао Гаеквад, Сена Хас Кхел Шамшер Бахадур, махараджа Бароды.
- 1941—1943: Его Высочество Фарзанд-и-Хас-и-Даулат-и-Инглишия, Шримант Махараджа Сэр Пратапсинхро Гаеквад, Сена Хас Кхел Шамшер Бахадур, махараджа Бароды, кавалер Ордена Индийской империи
- 1943—1944: майор Его Высочество Фарзанд-и-Хас-и-Даулат-и-Инглишия, Шримант Махараджа Сэр Пратапсинхро Гаеквад, Сена Хас Кхел Шамшер Бахадур, махараджа Бароды, кавалер Ордена Индийской империи
- 1944—1945: подполковник Его Высочество Фарзанд-и-Хас-и-Даулат-и-Инглишия, Шримант Махараджа Сэр Пратапсинхрао Гаеквад, Сена Хас Кхел Шамшер Бахадур, махараджа Бароды, кавалер Ордена Индийской империи
- 1945—1946: полковник Его Высочество Фарзанд-и-Хас-и-Даулат-и-Инглишия, Шримант Махараджа Сэр Пратапсинхрао Гаеквад, Сена Хас Кхел Шамшер Бахадур, махараджа Бароды, кавалер Ордена Индийской империи
- 1946—1968: генерал-майор Его Высочество Фарзанд-и-Хас-и-Даулат-и-Инглишия, Шримант Махараджа Сэр Пратапсинхрао Гаеквад, Сена Хас Кхел Шамшер Бахадур, махараджа Бароды, кавалер Ордена Индийской империи.

## Награды
- Золотая юбилейная медаль Бароды — 1926
- Серебряная юбилейная медаль короля Георга V — 1935
- Бриллиантовая юбилейная медаль Бароды — 1936
- Коронационная медаль короля Георга VI — 1937
- Рыцарь — великий командор ордена Индийской империи (GCIE) — 1941
- Медаль независимости Индии — 1947